# Ваља Улиешулуј (Муреш)
Ваља Улиешулуј (рум. Valea Ulieșului) насеље је у Румунији у округу Муреш у општини Рачу. Oпштина се налази на надморској висини од 350 m.

## Становништво
Према подацима из 2002. године у насељу је живело 44 становника, од којих су сви румунске националности.